# Odland
Odland có thể mang nghĩa là
- Sigurd Odland, xem Trường Thần học MF Na Uy
- Steve Odland, doanh nhân người Mỹ
- Landdland, một ban nhạc có gốc từ Pháp
- SS Odland, một tàu chở hàng của Na Uy phục vụ trong khỏang 1908-22
- SS Odland 1, một tàu chở hàng của Na Uy phục vụ trong khoảng 1922-28